# Лікоза
Лікоза (італ. Licosa) — фракція (італ. frazione) комуни Кастеллабате у провінції Салерно в регіоні Кампанія в південній Італії. Станом на 2009 рік її населення становило 82 особи. Розташована на однойменному мисі Пунта Лікоза (італ. Promontorio di Punta Licosa), навпроти острівця Лікоза (італ. Isola di Licosa)

## Історія
Топонім походить від грецького слова Левкосія (грец. Λευκωσία), що означає «білий». Легенда говорить, що Левкосія була однією з трьох міфологічних сирен, яких зустрів Одіссей під час своїх пригод. Таким чином, топонім пов’язаний з Лефкосією (грец. Lefkosía, тур. Lefkoşa), столицею Кіпру.
Територія півострова була заселена з часів верхнього палеоліту, її населяли енотри, лукани, греки та римляни, про що свідчать руїни давньогрецького міста Левкосія, або Левкотея. У 846 році навпроти мису відбулася морська битва при Лікозі між сарацинами та об'єднаним флотом Неаполя, Амальфі і Гаети.
Середньовічний феод Лікоза, заснований абатом Констабілісом у 1123 році, був частиною баронства Кастелло-дель-Абате і ним керували абати Кавського абатства Святої Трійці.

## Географія
Лікоза розташована в північній частині Чіленто, на узбережжі Тірренського моря, в сільській місцевості та лісі, увінчаному горою Лікоза (італ. Monte Licosa, 326 м). Поселення складається з 3 частин під назвами Лікоза I, Лікоза II та Лікоза III, усі вони розташовані на західному кінці мису Пунта Лікоза. На мисі є невелика гавань, навпроти якої розташований острівець Лікоза, з встановленим на ньому маяком.
Поселення розташоване між Сан-Марко (3 км на північ) і Ольястро-Марина (4 км на південь), на відстані 6 км від Санта-Марія, 7 км від Кастеллабате, 8 км від Касе-дель-Конте, 19 км від Агрополі і 73 км від Салерно.

## Природне середовище
Територія Лікози належить до національного парку Чіленто, а його берегова лінія, що характеризується флішовими скелями, є частиною морської заповідної території Санта-Марія-ді-Кастеллабате. Територія мису поза поселеннями вкрита чагарниковими заростями (італ. macchia) та лісом.

## Галерея

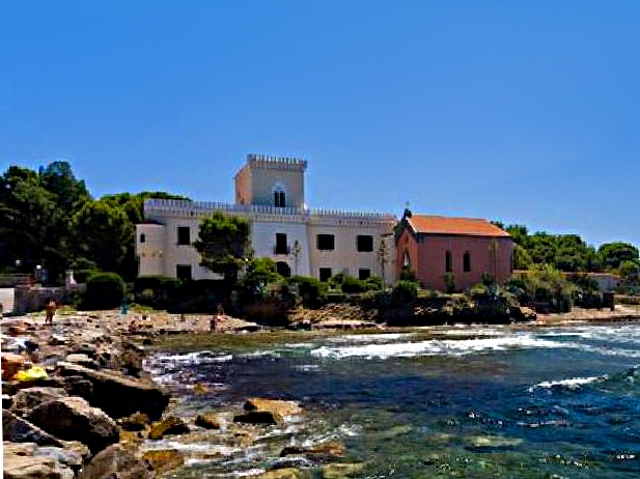
Палац Граніто, неподалік острова
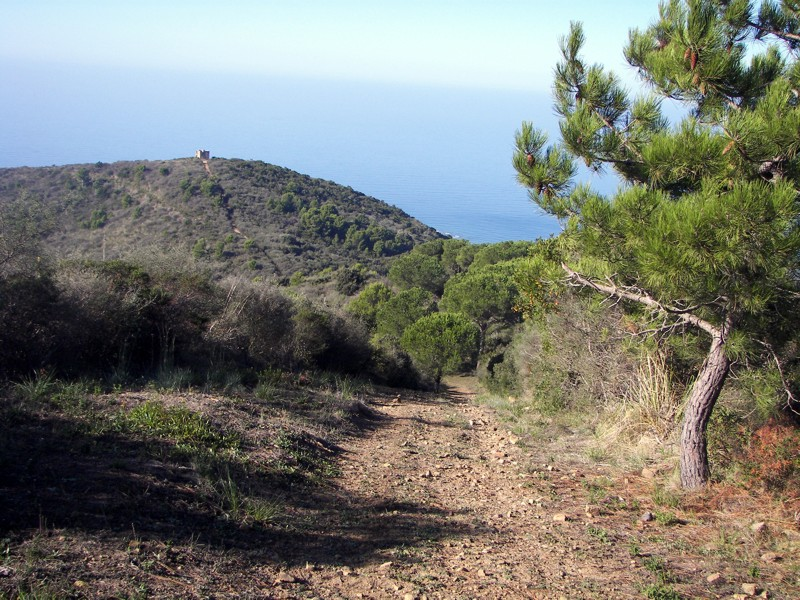
Вид на гору Лікоза, стежка до прибережної вежі Семафоро
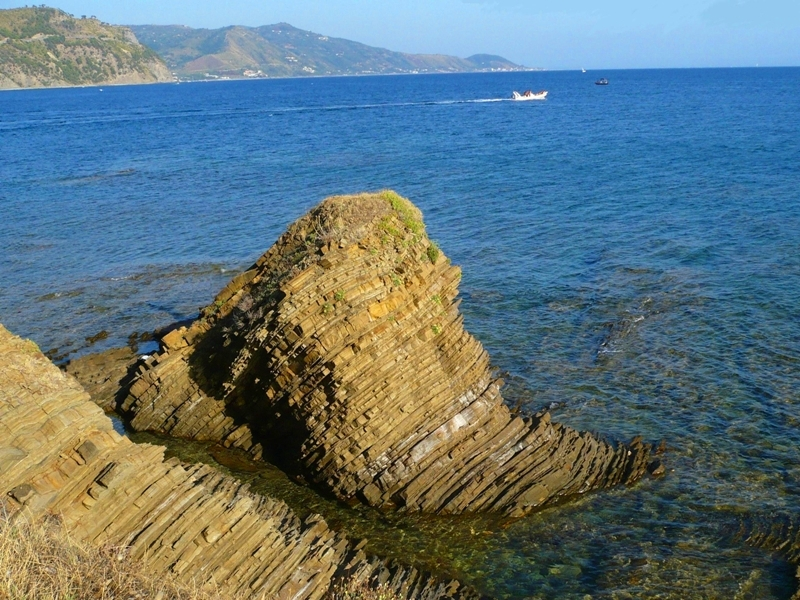
Флішові скелі біля узбережжя
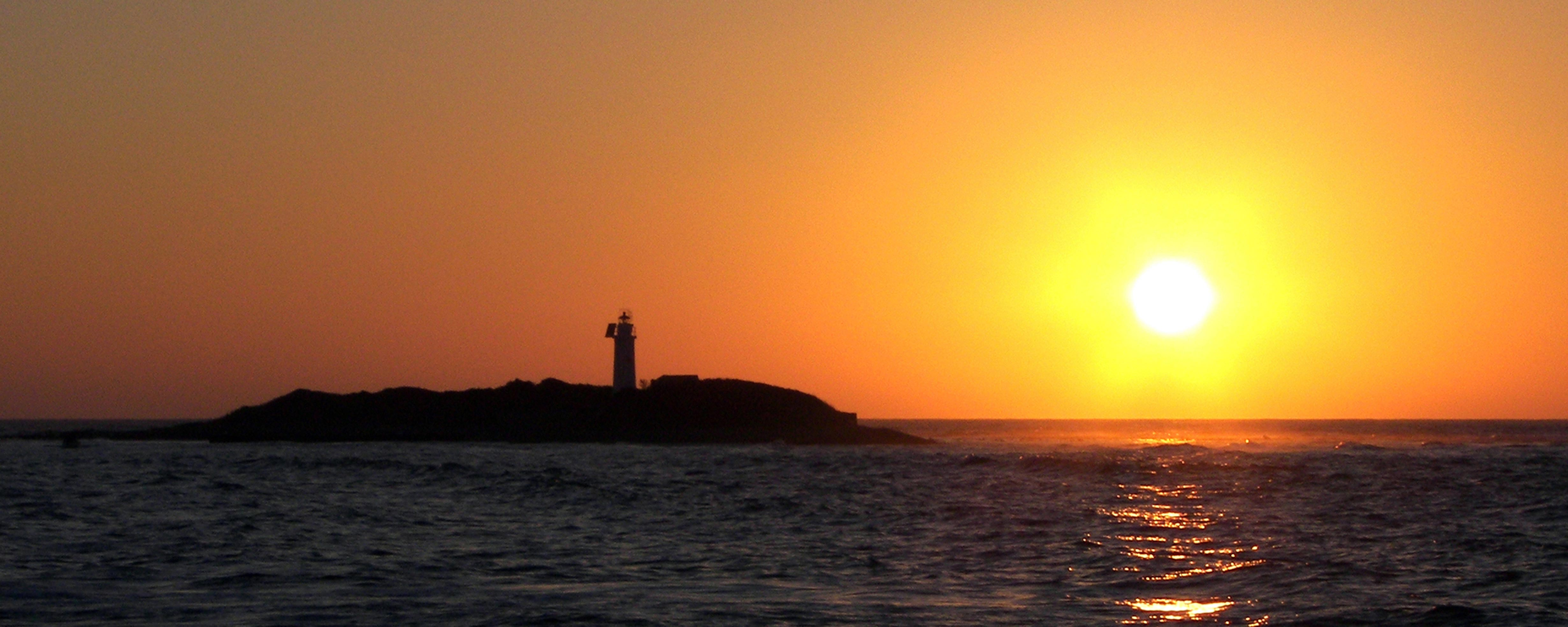
Острів Лікоза на фоні заходу сонця
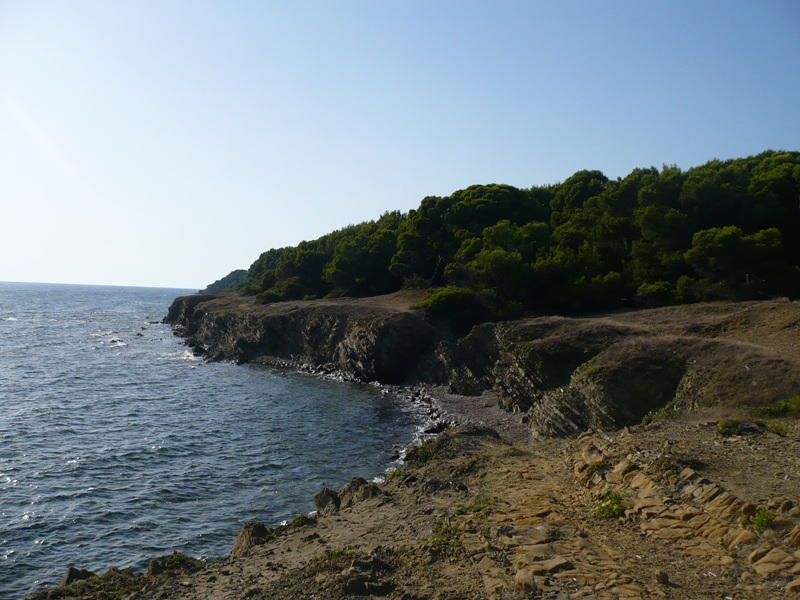
Пляж Лікози